# Аванг Бульгіба Аванг Махмуд
Аванг Бульгіба бін Аванг Махмуд (малай. Awang Bulgiba bin Awang Mahmud, джаві: اوڠ بولڬيب بن اوڠ مهمود) — малайзійський лікар та епідеміолог, який працює на медичному факультеті Університету Малайя.

## Біографія
Аванг Бульгіба став першим малайзійським лікарем, якому присвоєно ступінь доктора філософії у галузі медичної інформатики. Професор Аванг Бульгіба також є першим, хто отримав чотири освітні стипендії на Факультеті громадської охорони здоров'я Великої Британії, Малайзійській академії медицини та Академії наук Малайзії. Він також обіймає посаду генерального секретаря Академії наук Малайзії та президента Азійсько-Тихоокеанського консорціуму охорони здоров'я.
Під час епідемії COVID-19 у Малайзії Аванг Бульгіба став відомий 23 березня 2020 року, висловивши думку, що наказ про контроль пересування був найкращим кроком уряду в боротьбі з COVID-19. Він рекомендував, щоб Малайзії знадобилося мінімум 6 тижнів, щоб стримування поширення хвороби спрацювало. 9 квітня він також сказав, що наказ про пересування слід продовжити через низький рівень громадського розуміння та відповідності в Малайзії щодо боротьби з COVID-19. 12 квітня Аванг Бульгіба також заявив, що наказ про пересування може бути скасований, якщо кількість нових випадків продовжить зменшуватися, а кількість одужань перевищить кількість нових випадків.